# 파벨 필리프

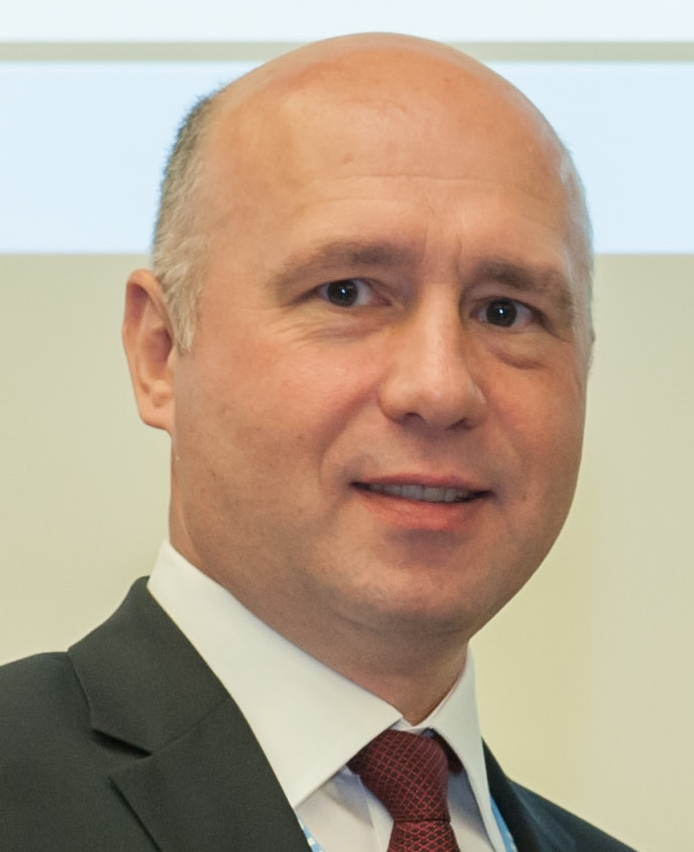
파벨 필리프 前 총리 (2013년 모습)

파벨 필리프(루마니아어: Pavel Filip, 1966년 4월 10일 ~ )는 몰도바 정치인이다. 2016년 1월 20일부터 2019년 6월 8일까지 총리직을 역임하였다. 소속정당은 몰도바 민주당이다. 2019년 6월 몰도바 헌법재판소에서 이고르 도돈 대통령 권한을 일시 중지하여 대통령 대행을 수행하는 동시에 총리직을 내려놓게 되었다. 2019년 6월 14일 이고르 도돈 대통령 권한이 복권됨에 따라 권한대행과 총리직을 완전히 사임하였다.